# Acrossocheilus rendahli
Acrossocheilus rendahli е вид лъчеперка от семейство Шаранови (Cyprinidae). Видът е почти застрашен от изчезване.

## Разпространение
Разпространен е в Китай (Гуандун).

## Описание
На дължина достигат до 17,3 cm.